# زنان سازمان ملل
نهاد سازمان ملل متحد برای برابری جنسیتی و قدرت بخشیدن به زنان یا به اختصار زنان سازمان ملل متحد (به انگلیسی: UN Women) یکی از نهاد زیر مجموعهٔ سازمان ملل متحد می‌باشد که در رابطه با حقوق زنان فعالیت می‌کند. این نهاد در مجمع عمومی سازمان ملل متحد در ژوئیه ۲۰۱۰ به این سازمان اضافه گشت. این اقدام در مجموعه تلاش‌های سازمان ملل در زمینهٔ مبارزه با تبعیض جنسیتی در سراسر جهان صورت گرفت.

## اهداف نهاد
- از بین بردن تبعیض‌های جنسیتی اعمال شده برابر زنان و دختران
- کمک به افزایش قدرت زنان در جامعه
- رسیدن به برابری زن و مرد به عنوان همکارانی برای توسعهٔ جامعه، حقوق بشر، فعالیت‌های انسانی، صلح و امنیت[۳]

## اعضای نهاد
این نهاد به عنوان نهادی بین‌المللی، هیئت مدیرهٔ خود را از کشورهای مختلف با دیدگاه‌های متفاوت انتخاب می‌کند. اعضای هیئت مدیرهٔ نهاد در طی انتخابات در مجمع عمومی نهاد برای سه سال انتخاب می‌شوند.

## فعالیت‌ها
- پشتیبانی از گروه‌های بین‌المللی، مانند کمیسیون وضعیت زنان، برای ایجاد سیاست‌ها، استانداردها و معیارهای جهانی
- کمک به کشورهای عضو سازمان ملل برای اجرا و نهادینه کردن این استانداردها، آمادگی برای کمک‌های فنی و مالی به کشورهایی که درخواست کمک دارند، ایجاد یک همکاری قوی میان جامعه و نهاد
- برای اینکه وظیفهٔ سامانهٔ سازمان ملل نسبت به برابری جنسیتی را با زیر نظر گرفتن پیشرفت سازمان را به این سازمان یادآوری کند.[۳]